# Казанский Гипронииавиапром
Казанский Гипронииавиапром имени Б. И. Тихомирова — проектно-строительная организация оборонно-промышленного комплекса Российской Федерации.

## История
В октябре 1941 года в г. Казань на территории авиазавода им. С. П. Горбунова из числа специалистов Московского проектного института авиационной промышленности «Гипроавиапром», казанских проектировщиков и работников авиапредприятий города была создана специальная проектная бригада — СПБ-6. Целью создания являлось обеспечение проектной документацией расширения и реконструкции действующих в Казани и эвакуированных из Москвы, Ленинграда и Воронежа производств.
В конце 40-х годов СПБ-6 выполняла проектирование строительства новых и реконструкцию действующих авиационных заводов Казани (КАЗ имени С. П. Горбунова, Казанского моторостроительного производственного объединения, Казанского вертолетного завода), чуть позже Саратовского авиационного завода, многих ОКБ и НИИ Советского Союза.
18 октября 1952 года Постановлением Совета Министров СССР СПБ-6 преобразована в «Казанский филиал «Гипроавиапром» Министерства авиационной промышленности СССР.
На рубеже 50-х и 60-х специалисты казанского филиала принимали участие в реализации проекта дома серии 1-605А, разработанного во второй половине 1950-х годов московскими специалистами (так называемые «хрущёвки»). В целом возросла доля проектируемых объектов гражданской инфраструктуры.
В 1991 году по решению общего собрания коллектива Казанский филиал «Гипронииавиапром» был преобразован в самостоятельный проектно-конструкторский и научно-исследовательский институт авиационной промышленности «Казанский Гипронииавиапром», а в 1993 году преобразован в акционерное общество закрытого типа «Казанский Гипронииавиапром».
В связи с утверждением Устава Общества в новой редакции (протокол № 04/2020 от 25.09.2020г.) фирменное наименование Акционерного общества «Казанский Гипронииавиапром» (АО «Казанский Гипронииавиапром») изменено на Акционерное общество «Казанский Гипронииавиапром» имени Б.И.Тихомирова» (АО «Казанский Гипронииавиапром» им. Б.И.Тихомирова»).